# Ciechrz (gromada)
Ciechrz – dawna gromada, czyli najmniejsza jednostka podziału terytorialnego Polskiej Rzeczypospolitej Ludowej w latach 1954–1972.
Gromady, z gromadzkimi radami narodowymi (GRN) jako organami władzy najniższego stopnia na wsi, funkcjonowały od reformy reorganizującej administrację wiejską przeprowadzonej jesienią 1954 do momentu ich zniesienia z dniem 1 stycznia 1973, tym samym wypierając organizację gminną w latach 1954–1972.
Gromadę Ciechrz z siedzibą GRN w Ciechrzu utworzono – jako jedną z 8759 gromad na obszarze Polski – w powiecie mogileńskim w woj. bydgoskim, na mocy uchwały nr 24/9 WRN w Bydgoszczy z dnia 5 października 1954. W skład jednostki weszły obszary dotychczasowych gromad Ciechrz, Góry, Górki, Rzadkwin i Skamierowice oraz wieś Wymysłowice z dotychczasowej gromady Markowice ze zniesionej gminy Strzelno-Północ w tymże powiecie. Dla gromady ustalono 21 członków gromadzkiej rady narodowej.
1 stycznia 1972 gromadę Ciechrz połączono z gromadami Markowice i Strzelno Klasztorne, tworząc z ich obszarów  gromadę Strzelno Klasztorne  z siedzibą Gromadzkiej Rady Narodowej w Strzelnie w tymże powiecie (de facto gromadę Ciechrz zniesiono włączając jej obszar do gromady Strzelno Klasztorne).